# Železobeton
Železobeton - imenovan tudi armirani beton (angleško reinforced concrete; italijansko cemento armato; ; francosko béton armé; špansko hormigón armado; nemško Eisenbeton) - je sestavina, pri kateri sta sorazmerno nizka natezna trdnost in prevodnost betona dopolnjeni z vključitvijo ojačitve z železom ali jeklom, ki ima večjo natezno trdnost ali prevodnost. Ogrodje sestavljajo običajno, čeprav ne nujno, jeklene armaturne palice ali železno omrežje (armatura) in najprej postavijo ogrodje, v ali na katero nato vlijejo tekoči beton, ki se z njimi poveže v novo sestavino med strjevanjem. Prednapeti beton uporabljajo torej za ojačitev "navadnega" betona. Glede na letno uporabljeno količino je v svetu to eden najpogostejših gradbenih materialov.Znano je, da beton ne rjavi in zato lahko ob pravilnem načrtovanju ščiti jekleno armaturo pred korozijo oziroma rjavenjem.
Jekleno ogrodje se med proizvodnjo vstavi oziroma vdela v beton tako, da se pri obremenitvi izdelek "raztegne". Razlog za vstavljanje armature v beton so značilne lastnosti betona, tj. visoka tlačna trdnost in zelo nizka natezna trdnost. Nasprotno pa ima armatura visoko natezno nosilnost. 
Polagoma so začele prihajati na dan tudi slabosti klasičnega železobetona kot na primer rjavenje, pa tudi negativen vpliv cementa in njegovih izdelkov na okolje. Ob natančnem upoštevanju strokovnih navodil se tveganjem lahko izognemo v veliki meri; obstajajo pa tudi "okolju prijazni cementi", iz katerih izdelujejo zeleni beton; zaradi vedno bolj poudarjanega varstva okolja so boljša izbira in razvoj gre v to smer. Podobno velja za obnovo in vzdrževanje železobetonskih stavb in objektov, kjer tudi iščejo in uporabljajo nove, bolj trajne in "čiste" rešitve. 

## Zgodovina

### Izum in uporaba železobetona
Francoski gradbenik Coignet je kot gradbeno tehniko uporabil z železom okrepljeni beton. 1853 je Coignet zase zgradil prvo železobetonsko gradnjo, štirinadstropno hišo na Rue Charles Michels 72 v pariškem predmestju. Coignetovi opisi armiranega betona kažejo, da tega ni naredil zaradi dodajanja trdnosti betonu, temveč zato, da bi stene v monolitni konstrukciji zaščitil pred prevračanjem. Stavba Pippen Building v Brooklynu, zgrajena 1872–73, kaže njegovo tehniko, čeprav je ni oblikoval Coignet.
1854 je angleški gradbenik Wilkinson ojačal betonsko streho in tla v dvonadstropni hiši, ki jo je gradil. Njegovo pozicioniranje armature je pokazalo, da je za razliko od svojih predhodnikov poznal natezne napetosti.
Med letoma 1869 in 1870 je Henry Eton načrtoval, gradbenika "W & T Phillips" iz Londona pa zgradila Homersfield Bridge - most iz železobetona - kovanega železa, vlitega v beton - z razponom 15,25 metra čez reko Waveney med angleškima grofijama Norfolk in Suffolk.
1877 je Hyatt objavil poročilo z naslovom Izid nekaterih poskusov s portlandskim cementom in betonom v povezavi z železom kot gradbenim materialom, s sklicevanjem na ekonomičnost kovine v gradbeništvu in za varnost pred požarom pri izdelavi streh, tal in pohodnih površin, v katerem je poročal o svojih poskusih glede obnašanja železobetona. Njegovo delo je imelo pomembno vlogo pri razvoju betonske gradnje kot preizkušene in preučene vede. Brez Hyattovega dela bi bil napredek tehnologije morda odvisen od nevarnejših poskusov in napak.
Francoski vrtnar Monier ni bil zadovoljen z obstoječimi materiali za izdelavo trpežnih cvetličnih loncev; postal je pionir v razvoju konstrukcijskega, montažnega in armiranega betona.On je prijavil patent za armiranje betonskih cvetličnih loncev z mešanjem žične mreže in malte. Leta 1877 je Monier dobil še en patent za naprednejšo tehniko armiranja betonskih stebrov in nosilcev z uporabo železnih palic, postavljenih v mrežni vzorec. Čeprav je Monier nedvomno vedel, da bo ojačitev betona izboljšala njegovo notranjo kohezijo, najbrže niti ni vedel, koliko s to ojačitvijo izboljšal končno natezno trdnost betona.
Uporaba betona, čeprav izvira iz Rimskega cesarstva in so ga ponovno uvedli v začetku 19. stoletja, pa pred sedemdesetimi leti 19. stoletja vendarle še ni bila utemeljena na znanstveno dokazani tehnologiji.
Angleški inženir Ransome je ob koncu 19. stoletja prvi odkril nove železobetonske tehnike; uporabil je odkritja prejšnjega pol stoletje ter tako izboljšal skoraj vse sloge in načine prejšnjih izumiteljev. Njegova ključna novost je bila zasukanje jeklene ogrodne palice, s čimer se je izboljšala njena vez z betonom. Zaslovel je s svojimi betonskimi zgradbami in je zgradil dva izmed prvih železobetonskih mostov v Severni Ameriki.  Eden njegovih mostov še vedno stoji na njujorškem East Endu. Ena prvih ameriških betonskih stavb je bila 1876 zgrajena ognjevarna Wardova stanovanjska hiša.
Nemški gradbeni inženir Wayss je bil začetnik železobetonskega stavbeništva je 1879 odkupil Monierjeve patente; 1884 je njegovo podjetje Wayss & Freytag prvič uporabilo armirani beton in do 1890 močno prispevala k napredku ojačitve železobetona in razvijanju znanstveno utemeljene široke rabe.
Vladni stavbenik Queenslanda Brady je bil 1896 zasnoval prvi veliki avstralski železobetonski cestni most Lamington Bridge. Kot takratni največji most na svetu ima enajst razponov po 15,2 m in skupno dolžino 187 m.

### Uporaben zaprotipotresnogradnjo
Aprila 1904 je ameriška stavbenica Morganova dokončala svojo prvo železobetonsko stvaritev, "El Campanil", 72 ft (22 m) zvonik na Dekliškem zavodu "Mills" ("Mills College")ob zalivu v San Franciscu. Dve leti pozneje je ta Zvonik brez kakršnekoli škode preživel potres v San Franciscu 18. aprila 1906 - najvišje stopnje po Merkalijevi lestvici - in še danes (2025) trdno stoji. S tem si je pridobila velik ugled in je začela svojo sijajno kariero. Potres leta 1906 je prav tako spremenil prvotni odpor javnosti do železobetona kot gradbenega materiala, ki so ga omalovaževali zaradi njegove brezbarvnosti. 1908 je »Nadzorni odbor San Francisca« (»San Francisco Board of Supervisors«) spremenil mestne gradbene predpise široki uporabi železobetona v prid.

### Varnostni predpisi
1906 se je zgodila huda nesrečaa; med gradnjo se je deloma podrl hotel »Bixby« na Long Beachu ter pod seboj pokopal 10 delavcev. Gradbena inšpekcija je ugotovila, da je bila podpora predčasno odstranjena ter da je bila stavba sicer zgrajena iz armiranobetonskih okvirjev, vendar je bil rebrasti pod in polnilne stene iz votlih glinenih ploščic. Tak način so strokovnjaki odsvetovali in priporočili "čisto" beton sko gradnjo, kjer naj se uporablja prednapeti beton tudi za tla, stene ter okvirje.
Že istega leta je Ameriško narodno združenje uporabnikov cementa (National Association of Cement Users - NACU) objavilo navodila za varno gradnjo: Standard št. 1 (Standard No. 1) , a 1910 Standardne gradbene predpise za uporabo prednapetega betona. 
Nesreče pa se dogajajo tudi danes; največkrat jim botruje neupoštevanje varnostnih predpisov, neustrezno vzdrževanje in obnavljanje brez neodvisnega in strokovnega nadzora. Padec železobetonskega nadstreška na novosadski železniški postaji na praznik Vseh svetnikov 2024 je pod seboj pokopal trinajst ljudi, a dva sta umrla za poškodbami. Ta huda nesreča je sprožila val študentovskih protestov po celi Srbiji, a pridružujejo se jim vedno novi družbeni sloji, ki jim dajejo podporo po celi bivši Jugoslaviji. Študenti, ki so se jim pridružili tudi profesorji, trdijo, da je nesreči botrovala korupcija in vmešavanje politike. Zahtevajo objavo celotne dokumentacije o obnovi ter odgovornost pristojnih organov in oseb, kar bi v pravni državi bilo nekaj samo po sebi umevnega. Samo dogajanje razodeva pomembnost varnostno zanesljive železobetonske gradnje in ustreznega strokovnega nadzora.

### Skrb za varstvo okolja - "obnovljivi beton"
Uporaba betona, čeprav izvira iz Rimskega cesarstva in so ga ponovno uvedli v začetku 19. stoletja, pa pred sedemdesetimi leti 19. stoletja vendarle še ni bila utemeljena na znanstveno dokazani tehnologiji. Polagoma pa so nova odkritja začeli tudi znanstveno utemeljevati. V stoletju iznajdb pa so bolj gledali na sam razvoj znanosti in tehnike, manj pa na onesnaževanje okolja, ki ga je ta razvoj prinašal s seboj kot stranski izdelek. 
V zadnjem času pa so prizadevanja za varstvo okolja vedno bolj prihajala do izraza. V ta namen so iskali rešitve v novih tehnologijah. Zanimivo, da do s preiskovanjem starih, rimskih in drugih načinov našli pot do okolju prijaznega beton. Nedavno so tako "iznašli" tako imenovani zeleni beton (betocarb, obnovljivi beton), za katerega obnovo skrbi sama narava; to bistveno prispeva k varstvu okolja. Preučevali so namreč stare rimljanske palače in ugotovili, da jim niso škodovali skozi zgodovino niti potresi niti vremenske neprilike; odporne so celo na "kisli dež" in druge neugodne spremljevalce hitrega razvoja. To je utrlo novo smer tudi pri gradnji z okolju prijaznim železobetonom.
Isto velja za vzdrževanje in obnavljanje tovrstnih stavb, ki postavlja strokovnjake pred skoraj nerešljive naloge, zlasti če so ti objekti bili zgrajeni nepredpisno ter izpoztavljeni številnim zunanjim uničevalnim vplivom. Novogradnje, kakor tudi že obstoječe stavbe, pa je možno impregnirati z ustrezno zaščito; za novogradnje uporabljajo okolju prijazne materiale; med drugim mešanico cementa in lesa, tako imenovani lesocement, iz katerega nastaja lesobeton.